# Eacles barnesi
Eacles barnesi är en fjärilsart som beskrevs av William Schaus 1905. Eacles barnesi ingår i släktet Eacles och familjen påfågelsspinnare. Inga underarter finns listade i Catalogue of Life.

## Bildgalleri

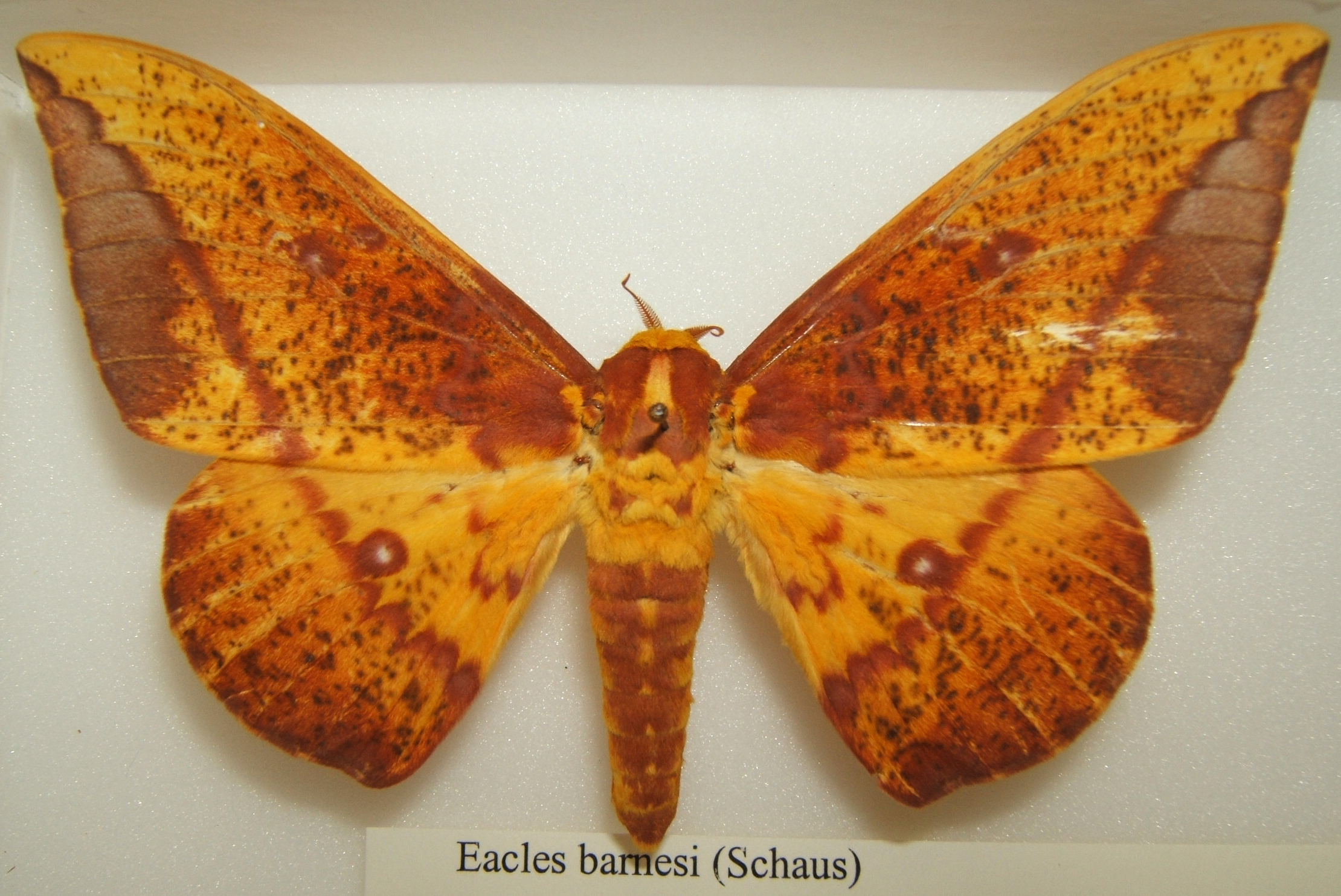